# Analyseur logique
 (septembre 2016).
Si vous disposez d'ouvrages ou d'articles de référence ou si vous connaissez des sites web de qualité traitant du thème abordé ici, merci de compléter l'article en donnant les références utiles à sa vérifiabilité et en les liant à la section « Notes et références ».
L’analyseur logique est un outil de mesure permettant de connaître au fil du temps l'évolution binaire des signaux (0 et 1) sur plusieurs voies logiques : bus de données, entrées-sorties d'un microcontrôleur ou d'un microprocesseur.

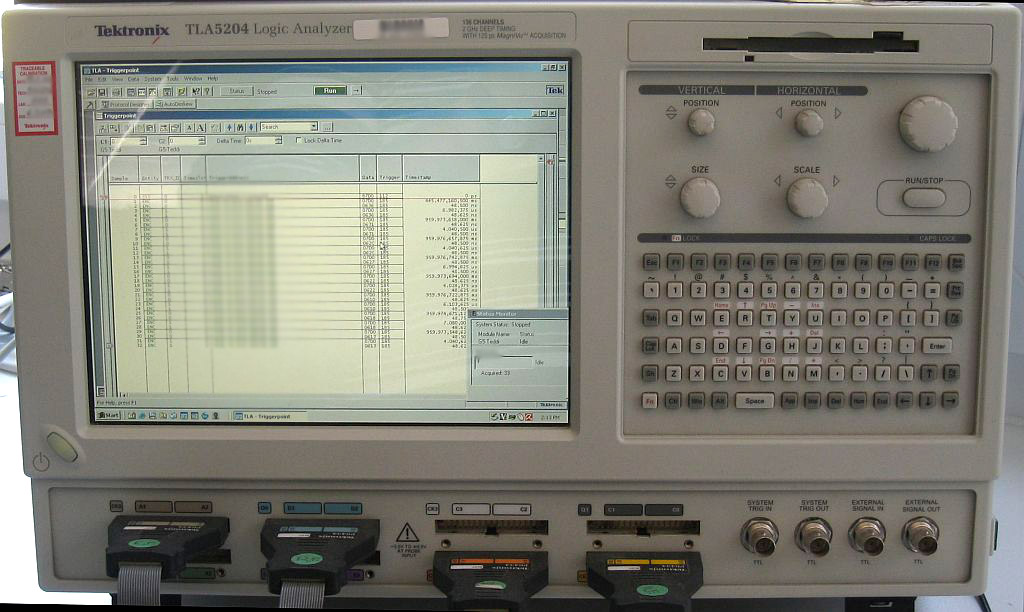
Analyseur logique Tektronix TLA5204

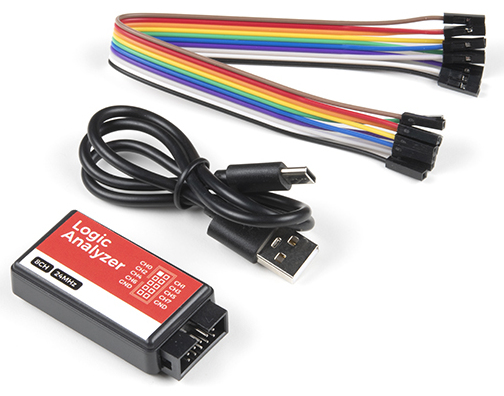
USB Analyseur logique

## Description
On le connecte en parallèle d'un système logique opérationnel, dans le but d'enregistrer un flux d'état à des fins d'analyse. Il est destiné uniquement à acquérir des signaux logiques, (bien que maintenant certains fabricants leur associent des fonctions d'oscilloscopes afin de visualiser les signaux analogiques des circuits mixtes ou de lever le doute sur la qualité analogique des signaux logiques (formes réelles)), capable de le faire sur des signaux lents ou rapides (jusqu’à 2 GHz), grâce à son système de déclenchement il peut reconnaître une séquence particulière de mémorisation et analyse ultérieure (sa mémoire étant limitée, il est préférable de ne stocker que l’information utile).
Il existe des modèles plus ou moins évolués : les signaux montrés par un analyseur logique sont reconstitués en des signaux parfaits (carrés), ils comprennent ou non des détecteurs de glitchs, capables de montrer les parasites présents sur les signaux.
L'information est affichée sur un écran sous forme de signaux « carrés ». Le multiplexage de ces signaux, peut correspondre à un langage codé en hexadécimal qui est utilisé par le microcontrôleur ou le microprocesseur.

### Articles connectes
- Analyseur de bus
- bus de données
- bus informatique